# Moldáv női labdarúgó-válogatott
A moldáv női labdarúgó-válogatott Moldova női nemzeti csapata, amelyet a moldáv labdarúgó-szövetség (románul: Federația moldovenească de fotbal) irányít.

## Története
A Szovjetunió felbomlását követően, első hivatalos mérkőzésüket 1990. szeptember 10-én játszották Románia ellen. Moldova még eddig egyszer sem jutott ki a Női Európa-és női világbajnokságra.

## Jelenlegi keret

### Kapusok
- Ana Zatuşevsaica
- Margarita Panova

### Védők
- Dumitrița Prisǎcari
- Valeria Rusu
- Victoria Gurdiş
- Ana Arnautu
- Nadejda Vasilica
- Violeta Mițul
- Elena Porojniuc
- Natalia Munteanu

### Középpályások
- Evghenia Miron
- Mihaela Guma
- Ludmila Caraman
- Liudmila Andone
- Nadejda Colesnicenco

### Támadók
- Cristina Cerescu
- Claudia Chiper
- Diana Loghin

## Lásd még
- Moldáv labdarúgó-válogatott